# Battito infinito
| Recensione       | Giudizio |
| ---------------- | -------- |
| All Music Italia | 8/10     |

Battito infinito è il quindicesimo album in studio del cantautore italiano Eros Ramazzotti, pubblicato il 16 settembre 2022.

## Tracce

### Battito infinito
1. Battito infinito – 8:17 (testo: Cheope, Eros Ramazzotti, Aurora Ramazzotti – musica: Eros Ramazzotti, Marco Colavecchio)
2. Ama – 3:23 (testo: Cheope, Eros Ramazzotti – musica: Francesco Rapetti Mogol)
3. Madonna de Guadalupe – 3:30 (testo: Eros Ramazzotti, Colapesce – musica: Placido Salamone, Paolo Antonacci)
4. Ritornare a ballare – 3:43 (testo: Cheope, Eros Ramazzotti – musica: Eros Ramazzotti, Marco Colavecchio)
5. Figli della terra (feat. Jovanotti) – 3:25 (testo: Eros Ramazzotti, Colapesce, Antonio Di Martino – musica: Colapesce, Antonio Di Martino)
6. Eccezionali – 3:23 (testo: Eros Ramazzotti, Colapesce, Antonio Di Martino – musica: Antonio Di Martino, Eros Ramazzotti, Daniel Besonzo)
7. Sono (feat. Alejandro Sanz) – 3:31 (testo: Eros Ramazzotti, Alejandro Sanz, Bungaro, Edwyn Roberts, Stefano Marletta – musica: Bungaro, Edwyn Roberts, Stefano Marletta)
8. Gli ultimi romantici – 3:29 (testo: Eros Ramazzotti, Piero Romitelli, Emilio Munda, Marco Colavecchio – musica: Piero Romitelli, Eros Ramazzotti, Marco Colavecchio, Emilio Munda)
9. Magia – 3:31 (testo: Eros Ramazzotti, Febo – musica: Eros Ramazzotti, Febo)
10. Nessuno a parte noi – 3:49 (testo: Eros Ramazzotti, Piero Romitelli, Emilio Munda, Gerardo Pulli – musica: Piero Romitelli, Eros Ramazzotti, Gerardo Pulli, Emilio Munda)
11. Ti dedico – 3:38 (testo: Piero Romitelli, Emilio Munda, Gerardo Pulli – musica: Eros Ramazzotti, Marco Colavecchio)
12. Ogni volta che respiro – 3:28 (testo: Mariella Nava – musica: Ennio Morricone)

Durata totale: 47:07

### Latido infinito
Gli adattamenti in lingua spagnola sono firmati da Mila Ortiz Martin.
1. Latido infinito – 8:17 (testo: Cheope, Eros Ramazzotti, Aurora Ramazzotti – musica: Eros Ramazzotti, Marco Colavecchio)
2. Ama – 3:23 (testo: Cheope, Eros Ramazzotti – musica: Francesco Rapetti Mogol)
3. Virgen de Guadalupe – 3:30 (testo: Eros Ramazzotti, Colapesce – musica: Placido Salamone, Paolo Antonacci)
4. Volver a bailar – 3:43 (testo: Cheope, Eros Ramazzotti – musica: Eros Ramazzotti, Marco Colavecchio)
5. Hijos de la tierra (feat. Jovanotti) – 3:25 (testo: Eros Ramazzotti, Colapesce, Antonio Di Martino – musica: Colapesce, Antonio Di Martino)
6. Extraordinarios – 3:23 (testo: Eros Ramazzotti, Colapesce, Antonio Di Martino – musica: Antonio Di Martino, Eros Ramazzotti, Daniel Besonzo)
7. Soy (feat. Alejandro Sanz) – 3:31 (testo: Eros Ramazzotti, Alejandro Sanz, Bungaro, Edwyn Roberts, Stefano Marletta – musica: Bungaro, Edwyn Roberts, Stefano Marletta)
8. Los últimos románticos – 3:29 (testo: Eros Ramazzotti, Piero Romitelli, Emilio Munda, Marco Colavecchio – musica: Piero Romitelli, Eros Ramazzotti, Marco Colavecchio, Emilio Munda)
9. Solo de los dos – 3:49 (testo: Eros Ramazzotti, Piero Romitelli, Emilio Munda, Gerardo Pulli – musica: Piero Romitelli, Eros Ramazzotti, Gerardo Pulli, Emilio Munda)
10. Es para ti – 3:38 (testo: Piero Romitelli, Emilio Munda, Gerardo Pulli – musica: Eros Ramazzotti, Marco Colavecchio)
11. Cada vez que respiro – 3:28 (testo: Mariella Nava – musica: Ennio Morricone)

## Classifiche

### Classifiche settimanali
| Classifica (2022-23) | Posizione massima |
| -------------------- | ----------------- |
| Austria              | 4                 |
| Belgio (Fiandre)     | 5                 |
| Belgio (Vallonia)    | 3                 |
| Croazia              | 11                |
| Francia              | 39                |
| Germania             | 11                |
| Italia               | 2                 |
| Paesi Bassi          | 14                |
| Portogallo           | 16                |
| Slovacchia           | 91                |
| Spagna               | 8                 |
| Svizzera             | 1                 |
| Ungheria             | 12                |

### Classifiche di fine anno
| Classifica (2022) | Posizione |
| ----------------- | --------- |
| Belgio (Vallonia) | 168       |
| Italia            | 95        |
| Svizzera          | 52        |